# Цент
Цент у многим државним валутама представља новчану јединицу једнаку 1⁄100 основне новчане јединице. Обично се представља цент знаком ¢ или само малим латиничним словом c. Назива цент је латинског поријекла, долази од ријечи centum што знмачи стотину. Цент такође представа новчић у вриједост од једног цента.
У Сједињеним Америчким Државама и Канади, новчић 1¢ се зове пени, алудирајући на британски новчић и новчане једнице под тим именом. У Ирској новчић од 1¢ је понекад познат као пени због ирског пенија, који је имао вриједност од 1⁄100 ирске фунте која је замјењена евром 2002. године.